# فرانك سميث (سياسي أسترالي)
فرانك سميث (بالإنجليزية: Frank Smith)‏ هو سياسي أسترالي وبريطاني (وحمل سابقاً جنسية المملكة المتحدة لبريطانيا العظمى وأيرلندا)، ولد في 3 مايو 1888، وتوفي في 3 يوليو 1948. حزبياً، نشط في تحالف الليبرالية والريفي. وقد انتخب عضو مجلس النواب جنوب أستراليا من الجمعية عن دائرة Electoral district of Glenelg (South Australia) ‏ وقد انضم خلال فترته النيابية (29 مارس 1941 – 7 مارس 1947) للكتلة البرلمانية تحالف الليبرالية والريفي.